# Promyšlennovskij rajon
Il Promyšlennovskij rajon (in russo Промышленновский район?) è un rajon dell'Oblast' di Kemerovo, nella Russia europea; il capoluogo è Promyšlennaja. Istituito nel 1935, ricopre una superficie di 3.080 chilometri quadrati e consta di una popolazione di circa 50.000 abitanti.